# Nudiclava monocanthi
Nudiclava monocanthi is een hydroïdpoliep uit de familie Pandeidae. De poliep komt uit het geslacht Nudiclava. Nudiclava monocanthi werd in 1907 voor het eerst wetenschappelijk beschreven door Lloyd. 